# 모슈나성
모슈나성(폴란드어: Pałac w Mosznej)은 폴란드 오폴레주 모슈나에 있는 성이자 궁전이다. 이 성은 낭만주의 및 절충주의 건축의 훌륭한 예로 잘 알려져 있다.
1866년부터 1945년까지 이 성은 틸레-윈클러 가문의 거주지였다. 1996년부터 2013년까지 신경증 치료 센터로 사용되었다. 성은 부분적으로 방문객에게 공개되어 있다.